# El Mundo (Сальвадор)
El Mundo — ежедневная утренняя газета в Сальвадоре.

## История
Первый номер газеты был опубликован 6 февраля 1967 года доктором Хуаном Хосе Боргой. Несколько журналистов, работавших в Tribuna Libre, присоединились к новой газете, которую возглавил писатель Вальдо Чавес Веласко.
Изначально это была вечерняя газета (публиковалась с понедельника по субботу), но в 2004 году она перешла на утренний выпуск.
В отчете 1991 года газета описывалась как «менее консервативная», чем другие ведущие ежедневные газеты страны.